# ناثان ديفيس (ممثل)
ناثان ديفيس (بالإنجليزية: Nathan Davis)‏ مواليد 06 مايو 1919 - الوفاة 13 فبراير 2004، هو ممثل أمريكي.

## الأعمال

### أفلام
- ريسكي بيزنس (1983)
- ميثاق الصمت (1985)
- سطو (1987)
- حفر (2003)

### مسلسلات
- شيرز
- فرايجر
- إي آر
- بيكر

## روابط خارجية
- ناثان ديفيس على موقع IMDb (الإنجليزية)
- ناثان ديفيس على موقع قاعدة بيانات الفيلم (الإنجليزية)